# Petter Nallo
Petter Nallo, född 1977, är en svensk speldesigner, manusförfattare och en av grundarna av spelföretaget Helmgast. Han vann en ennie för Best Writing 2019för sitt arbete på KULT: Divinity Lost. Han arbetar på Paradox Interactive som Game Director. 
Han har skrivit en mängd rollspelsböcker till spel som Eon, Noir, Hjältarnas Tid samt artiklar artiklar kring ämnet för tidningar som Codex, Fenix och Widescreen. 
Mellan 2007 och 2010 var han lead writer på företaget Jungle Peak och utvecklade fantasyvärlden Azaya för TV tillsammans med Rough Draft Studios. Han har även författat noveller och kortromaner  och medverkat i olika antologier såsom Vad gör de nu?
2014 var Nallo med och grundade rollspelsföretaget Helmgast.

## KULT: Divinity Lost
Han är creative director och författare av det gnostiska rollspelet KULT: Divinity Lost och har tagit spelet från splatterpunk till en spirtuell och modern riktning. 

## Föreläsare
Han föreläser om rollspel, världsbyggande, skräck och gotisk litteratur på skolor, festivaler . och spelmässor.